# Чемпіонат Європи з футболу 1984 (кваліфікаційний раунд)
Кваліфікаційний турнір Чемпіонату Європи з футболу 1984 року відбувався з 1 травня 1982 по 22 листопада 1983 року. Тридцять дві команди-учасниці було розбито на сім груп: три груп по чотири команди і чотири групи по п’ять команд. В рамках групи кожна команда мала зіграти з кожною іншою два матчі: один на своєму полі, другий — на полі суперника. До фінального турніру потрапляли переможці кожної групи. Франція потрапляла до фінальної частини змагання автоматично як господар чемпіонату.

## Група 1
|           |   |   |   |   |    |    |   |
| Команда   | І | В | Н | П | МЗ | МП | О |
| Бельгія   | 6 | 4 | 1 | 1 | 12 | 8  | 9 |
| Швейцарія | 6 | 2 | 2 | 2 | 7  | 9  | 6 |
| НДР       | 6 | 2 | 1 | 3 | 7  | 7  | 5 |
| Шотландія | 6 | 1 | 2 | 3 | 8  | 10 | 4 |
|           |   |   |   |   |    |    |   |

| Результати        |                   |           |           |           |
| Дата              | Місце проведення  |           | Результат |           |
| 6 жовтня 1982     | Брюссель, Бельгія | Бельгія   | 3:0       | Швейцарія |
| 13 жовтня 1982    | Глазго, Шотландія | Шотландія | 2:0       | НДР       |
| 17 листопада 1982 | Берн, Швейцарія   | Швейцарія | 2:0       | Шотландія |
| 15 грудня 1982    | Брюссель, Бельгія | Бельгія   | 3:2       | Шотландія |
| 30 березня 1983   | Лейпціг, НДР      | НДР       | 1:2       | Бельгія   |
| 30 березня 1983   | Глазго, Шотландія | Шотландія | 2:2       | Швейцарія |
| 27 квітня 1983    | Брюссель, Бельгія | Бельгія   | 2:1       | НДР       |
| 14 травня 1983    | Берн, Швейцарія   | Швейцарія | 0:0       | НДР       |
| 12 жовтня 1983    | Берлін, НДР       | НДР       | 3:0       | Швейцарія |
| 12 жовтня 1983    | Глазго, Шотландія | Шотландія | 1:1       | Бельгія   |
| 9 листопада 1983  | Берн, Швейцарія   | Швейцарія | 3:1       | Бельгія   |
| 16 листопада 1983 | Галле, НДР        | НДР       | 2:1       | Шотландія |
|                   |                   |           |           |           |

## Група 2
|            |   |   |   |   |    |    |    |
| Команда    | І | В | Н | П | МЗ | МП | О  |
| Португалія | 6 | 5 | 0 | 1 | 11 | 6  | 10 |
| СРСР       | 6 | 4 | 1 | 1 | 11 | 2  | 9  |
| Польща     | 6 | 1 | 2 | 3 | 6  | 9  | 4  |
| Фінляндія  | 6 | 0 | 1 | 5 | 3  | 14 | 1  |
|            |   |   |   |   |    |    |    |

| Результати        |                      |            |           |            |
| Дата              | Місце проведення     |            | Результат |            |
| 8 вересня 1982    | Куопіо, Фінляндія    | Фінляндія  | 2:3       | Польща     |
| 22 вересня 1982   | Гельсінкі, Фінляндія | Фінляндія  | 0:2       | Португалія |
| 10 жовтня 1982    | Лісабон, Португалія  | Португалія | 2:1       | Польща     |
| 13 жовтня 1982    | Москва, СРСР         | СРСР       | 2:0       | Фінляндія  |
| 17 квітня 1983    | Варшава, Польща      | Польща     | 1:1       | Фінляндія  |
| 27 квітня 1983    | Москва, СРСР         | СРСР       | 5:0       | Португалія |
| 22 травня 1983    | Хожув, Польща        | Польща     | 1:1       | СРСР       |
| 1 червня 1983     | Гельсінкі, Фінляндія | Фінляндія  | 0:1       | СРСР       |
| 21 вересня 1983   | Лісабон, Португалія  | Португалія | 5:0       | Фінляндія  |
| 9 жовтня 1983     | Москва, СРСР         | СРСР       | 2:0       | Польща     |
| 28 жовтня 1983    | Вроцлав, Польща      | Польща     | 0:1       | Португалія |
| 13 листопада 1983 | Лісабон, Португалія  | Португалія | 1:0       | СРСР       |
|                   |                      |            |           |            |

## Група 3
|            |   |   |   |   |    |    |    |
| Команда    | І | В | Н | П | МЗ | МП | О  |
| Данія      | 8 | 6 | 1 | 1 | 17 | 5  | 13 |
| Англія     | 8 | 5 | 2 | 1 | 23 | 3  | 12 |
| Греція     | 8 | 3 | 2 | 3 | 8  | 10 | 8  |
| Угорщина   | 8 | 3 | 1 | 4 | 18 | 17 | 7  |
| Люксембург | 8 | 0 | 0 | 8 | 5  | 36 | 0  |
|            |   |   |   |   |    |    |    |

| Результати        |                        |            |           |            |
| Дата              | Місце проведення       |            | Результат |            |
| 22 вересня 1982   | Копенгаген, Данія      | Данія      | 2:2       | Англія     |
| 9 жовтня 1982     | Люксембург, Люксембург | Люксембург | 0:2       | Греція     |
| 10 листопада 1982 | Люксембург, Люксембург | Люксембург | 1:2       | Данія      |
| 17 листопада 1982 | Салоніки, Греція       | Греція     | 0:3       | Англія     |
| 15 грудня 1982    | Лондон, Англія         | Англія     | 9:0       | Люксембург |
| 27 березня 1983   | Люксембург, Люксембург | Люксембург | 2:6       | Угорщина   |
| 30 березня 1983   | Лондон, Англія         | Англія     | 0:0       | Греція     |
| 17 квітня 1983    | Будапешт, Угорщина     | Угорщина   | 6:2       | Люксембург |
| 27 квітня 1983    | Копенгаген, Данія      | Данія      | 1:0       | Греція     |
| 27 квітня 1983    | Лондон, Англія         | Англія     | 2:0       | Угорщина   |
| 15 травня 1983    | Будапешт, Угорщина     | Угорщина   | 2:3       | Греція     |
| 1 червня 1983     | Копенгаген, Данія      | Данія      | 3:1       | Угорщина   |
| 21 вересня 1983   | Лондон, Англія         | Англія     | 0:1       | Данія      |
| 12 жовтня 1983    | Будапешт, Угорщина     | Угорщина   | 0:3       | Англія     |
| 12 жовтня 1983    | Копенгаген, Данія      | Данія      | 6:0       | Люксембург |
| 26 жовтня 1983    | Будапешт, Угорщина     | Угорщина   | 1:0       | Данія      |
| 16 листопада 1983 | Афіни, Греція          | Греція     | 0:2       | Данія      |
| 16 листопада 1983 | Люксембург, Люксембург | Люксембург | 0:4       | Англія     |
| 3 грудня 1983     | Салоніки, Греція       | Греція     | 2:2       | Угорщина   |
| 14 грудня 1983    | Салоніки, Греція       | Греція     | 1:0       | Люксембург |
|                   |                        |            |           |            |

## Група 4
|           |   |   |   |   |    |    |   |
| Команда   | І | В | Н | П | МЗ | МП | О |
| Югославія | 6 | 3 | 2 | 1 | 12 | 11 | 8 |
| Уельс     | 6 | 2 | 3 | 1 | 7  | 6  | 7 |
| Болгарія  | 6 | 2 | 1 | 3 | 7  | 8  | 5 |
| Норвегія  | 6 | 1 | 2 | 3 | 7  | 8  | 4 |
|           |   |   |   |   |    |    |   |

| Результати        |                     |           |           |           |
| Дата              | Місце проведення    |           | Результат |           |
| 22 вересня 1982   | Суонсі, Уельс       | Уельс     | 1:0       | Норвегія  |
| 13 жовтня 1982    | Осло, Норвегія      | Норвегія  | 3:1       | Югославія |
| 27 жовтня 1982    | Софія, Болгарія     | Болгарія  | 2:2       | Норвегія  |
| 17 листопада 1982 | Софія, Болгарія     | Болгарія  | 0:1       | Югославія |
| 15 грудня 1982    | Тітоград, Югославія | Югославія | 4:4       | Уельс     |
| 27 квітня 1983    | Рексем, Уельс       | Уельс     | 1:0       | Болгарія  |
| 7 вересня 1983    | Осло, Норвегія      | Норвегія  | 1:2       | Болгарія  |
| 21 вересня 1983   | Осло, Норвегія      | Норвегія  | 0:0       | Уельс     |
| 12 жовтня 1983    | Белград, Югославія  | Югославія | 2:1       | Норвегія  |
| 16 листопада 1983 | Софія, Болгарія     | Болгарія  | 1:0       | Уельс     |
| 14 грудня 1983    | Кардіфф, Уельс      | Уельс     | 1:1       | Югославія |
| 21 грудня 1983    | Спліт, Югославія    | Югославія | 3:2       | Болгарія  |
|                   |                     |           |           |           |

## Група 5
|                |   |   |   |   |    |    |    |
| Команда        | І | В | Н | П | МЗ | МП | О  |
| Румунія        | 8 | 5 | 2 | 1 | 9  | 3  | 12 |
| Швеція         | 8 | 5 | 1 | 2 | 14 | 5  | 11 |
| Чехословаччина | 8 | 3 | 4 | 1 | 15 | 7  | 10 |
| Італія         | 8 | 1 | 3 | 4 | 6  | 12 | 5  |
| Кіпр           | 8 | 0 | 2 | 6 | 4  | 21 | 2  |
|                |   |   |   |   |    |    |    |

| Результати        |                            |                |           |                |
| Дата              | Місце проведення           |                | Результат |                |
| 1 травня 1982     | Хунедоара, Румунія         | Румунія        | 3:1       | Кіпр           |
| 8 вересня 1982    | Бухарест, Румунія          | Румунія        | 2:0       | Швеція         |
| 6 жовтня 1982     | Братислава, Чехословаччина | Чехословаччина | 2:2       | Швеція         |
| 13 листопада 1982 | Мілан, Італія              | Італія         | 2:2       | Чехословаччина |
| 13 листопада 1982 | Нікосія, Кіпр              | Кіпр           | 0:1       | Швеція         |
| 4 грудня 1982     | Флоренція, Італія          | Італія         | 0:0       | Румунія        |
| 12 лютого 1983    | Лімасол, Кіпр              | Кіпр           | 1:1       | Італія         |
| 27 березня 1983   | Нікосія, Кіпр              | Кіпр           | 1:1       | Чехословаччина |
| 16 квітня 1983    | Бухарест, Румунія          | Румунія        | 1:0       | Італія         |
| 16 квітня 1983    | Прага, Чехословаччина      | Чехословаччина | 6:0       | Кіпр           |
| 15 травня 1983    | Мальме, Швеція             | Швеція         | 5:0       | Кіпр           |
| 15 травня 1983    | Бухарест, Румунія          | Румунія        | 0:1       | Чехословаччина |
| 29 травня 1983    | Гетеборг, Швеція           | Швеція         | 2:0       | Італія         |
| 9 червня 1983     | Стокгольм, Швеція          | Швеція         | 0:1       | Румунія        |
| 21 вересня 1983   | Стокгольм, Швеція          | Швеція         | 1:0       | Чехословаччина |
| 15 жовтня 1983    | Неаполь, Італія            | Італія         | 0:3       | Швеція         |
| 12 листопада 1983 | Лімасол, Кіпр              | Кіпр           | 0:1       | Румунія        |
| 16 листопада 1983 | Прага, Чехословаччина      | Чехословаччина | 2:0       | Італія         |
| 30 листопада 1983 | Братислава, Чехословаччина | Чехословаччина | 1:1       | Румунія        |
| 22 грудня 1983    | Перуджа, Італія            | Італія         | 3:1       | Кіпр           |
|                   |                            |                |           |                |

## Група 6
|                   |   |   |   |   |    |    |    |
| Команда           | І | В | Н | П | МЗ | МП | О  |
| ФРН               | 8 | 5 | 1 | 2 | 15 | 5  | 11 |
| Північна Ірландія | 8 | 5 | 1 | 2 | 8  | 5  | 11 |
| Австрія           | 8 | 4 | 1 | 3 | 15 | 10 | 9  |
| Туреччина         | 8 | 3 | 1 | 4 | 8  | 16 | 7  |
| Албанія           | 8 | 0 | 2 | 6 | 4  | 14 | 2  |
|                   |   |   |   |   |    |    |    |

| Результати        |                            |                   |           |                   |
| Дата              | Місце проведення           |                   | Результат |                   |
| 22 вересня 1982   | Відень, Австрія            | Австрія           | 5:0       | Албанія           |
| 13 жовтня 1982    | Відень, Австрія            | Австрія           | 2:0       | Північна Ірландія |
| 27 жовтня 1982    | Ізмір, Туреччина           | Туреччина         | 1:0       | Албанія           |
| 17 листопада 1982 | Белфаст, Північна Ірландія | Північна Ірландія | 1:0       | ФРН               |
| 17 листопада 1982 | Відень, Австрія            | Австрія           | 4:0       | Туреччина         |
| 15 грудня 1982    | Тирана, Албанія            | Албанія           | 0:0       | Північна Ірландія |
| 30 березня 1983   | Белфаст, Північна Ірландія | Північна Ірландія | 2:0       | Туреччина         |
| 30 березня 1983   | Тирана, Албанія            | Албанія           | 1:2       | ФРН               |
| 23 квітня 1983    | Ізмір, Туреччина           | Туреччина         | 0:3       | ФРН               |
| 27 квітня 1983    | Відень, Австрія            | Австрія           | 0:0       | ФРН               |
| 27 квітня 1983    | Белфаст, Північна Ірландія | Північна Ірландія | 1:0       | Албанія           |
| 11 травня 1983    | Тирана, Албанія            | Албанія           | 1:1       | Туреччина         |
| 8 червня 1983     | Тирана, Албанія            | Албанія           | 1:2       | Австрія           |
| 21 вересня 1983   | Белфаст, Північна Ірландія | Північна Ірландія | 3:1       | Австрія           |
| 5 жовтня 1983     | Гельзенкірхен, ФРН         | ФРН               | 3:0       | Австрія           |
| 12 жовтня 1983    | Анкара, Туреччина          | Туреччина         | 1:0       | Північна Ірландія |
| 26 жовтня 1983    | Західний Берлін            | ФРН               | 5:1       | Туреччина         |
| 16 листопада 1983 | Гамбург, ФРН               | ФРН               | 0:1       | Північна Ірландія |
| 16 листопада 1983 | Стамбул, Туреччина         | Туреччина         | 3:1       | Австрія           |
| 20 листопада 1983 | Саарбрюккен, ФРН           | ФРН               | 2:1       | Албанія           |
|                   |                            |                   |           |                   |

## Група 7
|            |   |   |   |   |    |    |    |
| Команда    | І | В | Н | П | МЗ | МП | О  |
| Іспанія    | 8 | 6 | 1 | 1 | 24 | 8  | 13 |
| Нідерланди | 8 | 6 | 1 | 1 | 22 | 6  | 13 |
| Ірландія   | 8 | 4 | 1 | 3 | 20 | 10 | 9  |
| Ісландія   | 8 | 1 | 1 | 6 | 3  | 13 | 3  |
| Мальта     | 8 | 1 | 0 | 7 | 5  | 37 | 2  |
|            |   |   |   |   |    |    |    |

| Результати        |                       |            |           |            |
| Дата              | Місце проведення      |            | Результат |            |
| 5 червня 1982     | Мессіна, Італія       | Мальта     | 2:1       | Ісландія   |
| 1 вересня 1982    | Рейк'явік, Ісландія   | Ісландія   | 1:1       | Нідерланди |
| 22 вересня 1982   | Роттердам, Нідерланди | Нідерланди | 2:1       | Ірландія   |
| 13 жовтня 1982    | Дублін, Ірландія      | Ірландія   | 2:0       | Ісландія   |
| 27 жовтня 1982    | Малага, Іспанія       | Іспанія    | 1:0       | Ісландія   |
| 17 листопада 1982 | Дублін, Ірландія      | Ірландія   | 3:3       | Іспанія    |
| 19 грудня 1982    | Аахен, ФРН            | Мальта     | 0:6       | Нідерланди |
| 16 лютого 1983    | Севілья, Іспанія      | Іспанія    | 1:0       | Нідерланди |
| 30 березня 1983   | Валетта, Мальта       | Мальта     | 0:1       | Ірландія   |
| 27 квітня 1983    | Сарагоса, Іспанія     | Іспанія    | 2:0       | Ірландія   |
| 15 травня 1983    | Валетта, Мальта       | Мальта     | 2:3       | Іспанія    |
| 29 травня 1983    | Рейк'явік, Ісландія   | Ісландія   | 0:1       | Іспанія    |
| 5 червня 1983     | Рейк'явік, Ісландія   | Ісландія   | 1:0       | Мальта     |
| 7 вересня 1983    | Гронінген, Нідерланди | Нідерланди | 3:0       | Ісландія   |
| 21 вересня 1983   | Рейк'явік, Ісландія   | Ісландія   | 0:3       | Ірландія   |
| 12 жовтня 1983    | Дублін, Ірландія      | Ірландія   | 2:3       | Нідерланди |
| 16 листопада 1983 | Роттердам, Нідерланди | Нідерланди | 2:1       | Іспанія    |
| 16 листопада 1983 | Дублін, Ірландія      | Ірландія   | 8:0       | Мальта     |
| 17 грудня 1983    | Роттердам, Нідерланди | Нідерланди | 5:0       | Мальта     |
| 21 грудня 1983    | Севілья, Іспанія      | Іспанія    | 12:1      | Мальта     |
|                   |                       |            |           |            |

## Фіналісти
Таким чином, до фінального турніру Чемпіонату Європи з футболу 1984 року потрапили такі команди:
1. Бельгія — переможець групи 1.
2. Данія — переможець групи 3.
3. Іспанія — переможець групи 7.
4. Португалія — переможець групи 2.
5. Румунія — переможець групи 5.
6. Франція — господар турніру.
7. ФРН — переможець групи 6.
8. Югославія — переможець групи 4.